# النهج العلمي للتصوف
يشمل النهج العلمي للتصوف أنواع التصوف وتفسير الحالات الصوفية. منذ القرن التاسع عشر، تطورت التجربة الصوفية كمفهوم مميز. يرتبط ارتباطًا وثيقًا بـ «التصوف»، لكن يركز فقط على جانب التجربة، سواءً كانت تلقائيةً أو مستحثةً بسلوك بشري، لمّا كان التصوف يشمل مجموعة واسعة من الممارسات التي تهدف إلى تحول الشخص، وليس فقط إحداث التجارب الصوفية.
هناك نقاش طويل الأمد حول طبيعة ما يسمى «التصوف الباطني». يَعتبِر الأزليون (الدهريون) هذا النوع من التصوف حقيقةً كونية. هناك يرى شكلٌ بديلٌ شائعٌ في الأزلية أن التقاليد الصوفية المختلفة تشير إلى حقيقةٍ كونيةٍ متسامية، تقدم هذه التجارب (التجارب الصوفية) الدليل عليها. وموقف الأزليين الدائم هذا «مرفوض إلى حد كبير من قبل العلماء» ولكنه «لم يفقد أيًا من شعبيته». بدلاً من ذلك، أصبح هناك نهج تفسيري هيمن خلال سبعينيات القرن العشرين، يصرّح بأن التجارب الصوفية تتم بوساطة أطر مرجعية موجودة مسبقًا، بينما يركز نهج الإسناد على المعنى (الديني) الذي يُسنَد إلى أحداث معينة.
حاولت بعض الأبحاث في علم الأعصاب تحديد أي مناطق في الدماغ تشارك في ما يسمى بـ «التجربة الصوفية» وغالبًا ما يُزعَم أن الفص الصدغي يلعب دورًا هامًا في ذلك، يُرجَع هذا بشكل كبير إلى مطالبات فيلانور راماشاندران في كتابه لعام 1998، فانتومز إن ذا برين، ومع ذلك، لم تصمد هذه الادعاءات أمام التدقيق.
في التقاليد الصوفية والتأملية، لا تعتبر التجارب الصوفية هدفًا في حد ذاتها، ولكن جزءًا من مسارٍ أكبر للتحول الذاتي.

## أنواع التصوف

### الدراسات المبكرة
بدأ مفكرو العلمانية في القرنين التاسع عشر والعشرين دراساتهم في التحليل الوصفي التاريخي والنفسي للتجربة الصوفية، من خلال التحقيق في الأمثلة وتصنيفها إلى أنواع. تشمل الأمثلة البارزة المبكرة ويليام جيمس في «أصناف الخبرة الدينية» (1902)؛ ودراسة مصطلح «الوعي الكوني» لإدوارد كاربنتر عام (1892) والطبيب النفسي ريتشارد بوك (في كتابه الوعي الكوني، 1901)؛ وتعريف رومان رولاند لـ «الشعور المحيطي» (1927) ودراسة فرويد له؛ ووصف رودولف أوتو لـ «الخشوع» (1917) ودراسات يونغ له؛ وفريدريش فون هيغل في العنصر الإيماني في الدين (1908)؛ وعمل إيفلين أندرهيل التصوف (1911)؛ وألدوس هكسلي في الفلسفة الأزلية (1945).

### آر. سي. زيهنر - التصوف الطبيعي والديني
يميز آر. سي زيهنر بين ثلاثة أنواع أساسية من التصوف، وهي: الإيمان بمعناه، الإيمان بالواحدية (واحدية الوجود)، والبانهيني panenhenic («الكل في الواحد») أو التصوف الطبيعي. تشمل الفئة الإيمانية معظم أشكال التصوف اليهودي، والمسيحي، والإسلامي وأمثلة هندوسية عَرَضية مثل الرامانوجا والبهاغافاد غيتا. النوع الأحادي، يعتمد وفقًا لزاينر على الشعور بوحدة روح الفرد بمعزل عن العالم المادي والنفسي، ويشمل المدارس البوذية والهندوسية المبكرة مثل السامخيا والأدفيتا فيدانتا. يشير التصوف الطبيعي إلى «الشعور بالطبيعة في كل الأشياء أو بكل الأشياء باعتبارها واحدة»، ويشمل، على سبيل المثال، بوذية الزن، والطاوية، والكثير من الفكر الأوبانيشادي، وكذلك مذهب التعالي (الترنسدنس) الأمريكي. داخل المعسكر الثاني «الإيمان بالواحدية»، يرسم زاينر خطًا تمييزيًا بين الثنائية (ثنائية الروح والجسد) «الانعزالية» في سامخيا، بوذا التاريخي، والطوائف الغنوصية المختلفة، والموقف غير الثنائي لأدفيتا فيدانتا. وفقًا للأول، يعتبر اتحاد الجوهر الفرد (الروح) والجسم «حالة غير طبيعية، ويتمثل الخلاص في عودة المرء إلى -عزلته الطبيعية الخاصة الرائعة- حيث يتأمل المرء نفسه إلى الأبد في نعيم خالد».
على النقيض من ذلك، يعين النهج الأخير هوية الروح «الفردية» مع الكل، ما يؤكد على عدم الازدواجية: «هذا هو أنت».
يعتبر زاينر أن التصوف الإيماني متفوق على الفئتين الأخريين، بسبب تقديره للإله، ولكن أيضًا بسبب واجبه الأخلاقي القوي. عارض زينر بشكل مباشر وجهات نظر ألدوس هكسلي. فللتجارب الروحية الطبيعية قيمة أقل في نظر زاينر لأنها لا تقود مباشرة إلى فضائل الإحسان (عمل الخير) والرحمة. ينتقد زاينر عمومًا ما يراه ميولًا نرجسية في التصوف الطبيعي.
انتُقِدَ زاينر من قبل بادين بسبب «العنف اللاهوتي (الإيماني)» الذي يمارسه نهجه ضد التقاليد غير الإيمانية، «بإجبارهم على الدخول في إطار يعطي الأفضلية لكاثوليكية زاينر الليبرالية». رغم ذلك، يبدو واضحًا من كتابات زينر الأخرى مثل (إلهنا الوحشي، وفلسفة الزن، والمخدرات والتصوف، وفي صندري تايمز (في كل الأوقات)، والهندوسية) أن مثل هذا النقد غير عادل إلى حد ما.

### والتر تي. ستيس: التصوف المُنفتح والباطني
انتقد والتر تيرنس ستايس في كتابه «التصوف والفلسفة» (1960) زاينر لأسباب مماثلة. يزعم ستايس أن الاختلافات العقائدية بين التقاليد الدينية هي معايير غير مناسبة لإجراء مقارنات عابرة للثقافات بين التجارب الصوفية. كما يزعم أن التصوف جزء من عملية الإدراك وليس التفسير، بمعنى أن وحدة التجارب الصوفية تُدرك، وتُفسر فقط بعد حدوثها وفقًا لخلفية المُدرِك. هذا قد يؤدي إلى تفسيرات مختلفة لنفس الظاهرة. فبينما يصف الملحد الاتحاد (الوحدة) على أنها «محرَرَة من الملء التجريبي»، فإن الشخص المتدين قد يصفها بأنها «الإله» أو «العناية الإلهية». في «التصوف والفلسفة»، أحد أسئلة ستايس الرئيسية هي عما إذا كانت هناك مجموعة من الخصائص المشتركة لجميع التجارب الصوفية.
استنادًا إلى دراسة النصوص الدينية، التي اعتبرها أوصافًا ظاهرية للتجارب الشخصية، واستبعاد الظواهر الغامضة، والرؤى، والأصوات، ميز ستايس نوعين من التجربة الصوفية، يعني بهما التصوف المُنفتح (الانبساطي) والتصوف الباطني (الانطوائي). فيصف التصوف المنفتح كتجربة للوحدة داخل (متخللة) العالم، في حين أن التصوف الباطني هو «تجربة للوحدة خالية من الأغراض الحسية؛ إنها حرفيًا تجربة «اللاوجود». الوحدة في التصوف المنفتح مع مجمل الأغراض الحسية. بينما يبقى الوعي مستمرًا «تشرق الوحدة عبر العالم نفسه»؛ تكون الوحدة في التصوف الباطني بوعيٍ نقيّ، خالٍ من الأغراض الحسية، «ّوعيٌّ وحدويٌّ خالص، زال فيه الوعي بالعالم والتعددية تمامًا.»، وفقًا لستيس، تجربةٌ مثل هذه تكون غير ذات معنى وغير عقلانية تحت «قمع (منع) الجوهر التجريبي» بالكامل.
يزعم ستاس أخيرًا أن هناك مجموعةً من سبع خصائص مشتركة لكل نوعِ من أنواع التجربة الصوفية، مع وجود العديد منها متداخلة في النوعين. علاوة على ذلك، يزعم ستايس أن التجارب الصوفية المنفتحة في مستوى أدنى من التجارب الصوفية الباطنية.
تُستمَد تصنيفات ستايس «التصوف الباطني (المنطوي)» و«التصوف المنفتح (الظاهري)» من تصنيفات رودلف أوتو «التصور الاستبطاني» و«الرؤية الموحِدة».
يميز ويليام وينرايت بين أربعة أنواعٍ مختلفةٍ من التجارب الصوفية المنفتحة، ونوعين من التجارب الصوفية الباطنية:
- المنفتح: اختبار وحدة الطبيعة؛ الإحساس بالطبيعة بوصفها وجودًا حيًا؛ اختبار كل الظواهر الطبيعية بصفتها جزءًا من الأبدية الآن؛ «تجربة التحرر (الانعتاق)» في البوذية.

الباطنيّ: الوعي الفارغ النقي؛ «الحب المتبادل» في الخبرات الإيمانية.
توسَّع ريتشارد جونز متبعًا ويليام وينرايت في التمييز، إذ أوضح أنواعًا مختلفةً من التجارب في كل فئة:
1. التجارب المنفتحة: شعور المرء بالترابط («الوحدة») مع الطبيعة، مع فقدان الإحساس بالحدود داخل الطبيعة؛ التوهج المشرق لطبيعة «التصوف الطبيعي»؛ وجود جوهر الله في الطبيعة خارج الزمن يشعّ عبر طبيعة من «الوعي الكوني»؛ عدم وجود كيانات منفصلة موجودة بذاتها في حالات التنبُّه.

1. الخبرات الباطنية: تجارب إيمانية بالترابط أو التماثل مع الله في حب متبادل؛ وتكون تجارب متباينة غير شخصية. عمق التجربة باطني (التجربة الباطنية العميقة) خالٍ من المضمون الذي يمكن الاختلاف عليه.[12]

## الأبحاث العصبية
تركز الدراسة العلمية للتصوف اليوم على موضوعين: تحديد الأسس العصبية ومطلقات التجارب الصوفية، واستعراض الفوائد المزعومة للتأمل. وُضعت علاقات الارتباط بين التجارب الصوفية والنشاط العصبي، مشيرةً إلى الفص الصدغي باعتباره المركز الرئيسي فيما يخص هذه التجارب، بينما أشار أندرو بي. نيوبيرغ ويوجين جي. أيضًا إلى الفص الجداري. كما تشير الأبحاث الأخيرة إلى أهمية شبكة الوضع الافتراضي.

### الفص الصدغي
يولد الفص الصدغي الشعور حول «أنا»، ويعطي شعورًا من الألفة أو الغرابة فيما يخص تصورات الحواس. يبدو أنه يشارك في التجارب الصوفية، وفي تغير الشخصية الذي قد ينجم عن مثل هذه التجارب. هناك ملاحظة قديمة جدًا تشير إلى أن الصرع والدين مرتبطان، وربما قد يكون بعض الشخصيات الدينية مصابين بصرع الفص الصدغي «تي إل إي». يحتوي الوعي الكوني لريموند برك في عام 1901 على عدة دراسات لحالة الأشخاص الذين أدركوا «الوعي الكوني»؛ ذُكرت أيضًا العديد من هذه الحالات في كتاب إي جي برينت في عام 1953، العبقرية والصرع، والذي يحتوي على قائمة لأكثر من 20 شخصًا يجمعون بين العظمة والتصوف. وأشار عالم النفس جيمس لوبا في علم نفس التصوف الديني إلى أنه «من بين الأمراض المرهبة التي عانت منها البشرية، هنالك مرض واحد فقط قد حاز على كامل اهتمامنا بشكل خاص؛ إنه مرض الصرع».
جدد سلاتر وبيرد الاهتمام في «تي إل إي» والتجربة الدينية في ستينيات القرن التاسع عشر. وصف ديورست وبيرد «1970» ست حالات لمرضى «تي إل إي» الذين خاضوا تحولات دينية مفاجئة. إذ وضعوا هذه الحالات في سياق العديد من التحولات المفاجئة لدى القديسين الغربيين، الذين كانوا أو لربما كانوا مرضى صرع. وصف ديورست وبيرد عدة جوانب من تجارب التحول، ولم يحددوا أي آلية خاصة منفردة.
وصف نورمان جيتشويند التغيرات السلوكية المتعلقة بصرع الفص الصدغي في سبعينيات القرن التاسع عشر وثمانينيات القرن التاسع عشر. ووصف جيشويند الحالات التي شملت تدينًا شديدًا، ما يُدعى الآن بمتلازمة جيشويند، حُددت جوانب من المتلازمة في بعض الشخصيات الدينية، وخاصةً التدين الشديد والهايبرغرافيا «الكتابة المفرطة». قدم جيشويند «اضطرابات الشخصية ما بين النشبات» في علم الأعصاب، إذ وصف مجموعة من التظاهرات الشخصية المحددة التي وجدها سمة مميزة لمرضى صرع الفص الصدغي. أشار النقاد أن هذه التظاهرات قد تكون ناجمة عن أي مرض، وليست وصفية بما فيه الكفاية للمرضى الذين يعانون من صرع الفص الصدغي.
وجد أيضًا الطبيب النفسي العصبي بيتر فينويك، في ثمانينيات القرن التاسع عشر وتسعينيات القرن التاسع عشر، علاقة بين الفص الصدغي الأيمن والتجربة الصوفية، ولكنه وجد أيضًا أن مرضيات أو أذيات الدماغ ليست إلا إحدى الآليات المسببة المحتملة لهذه التجارب. شكك في صحة الروايات السابقة فيما يخص الشخصيات الدينية التي تعاني من صرع الفص الصدغي، ملاحظًا أنه «قد سجلت أمثلة حقيقية نادرة فيما يخص هالة الانتشاء ونوبات اختلاج الفص الصدغي في الأدبيات العلمية العالمية قبل عام 1980». وفقًا لفينويك، «من المرجح أن تكون الروايات السابقة حول صرع الفص الصدغي ومرضيات الفص الصدغي والعلاقة بين الحالات الصوفية والدينية تعود لحماس مؤلفيها أكثر من الفهم العلمي الحقيقي لطبيعة عمل الفص الصدغي».
يعتبر حدوث مشاعر دينية شديدة لدى مرضى الصرع نادرًا في العموم، بمعدل حدوث يبلغ حوالي 2-3٪. وُثِقت حالات التحول الديني المفاجئ، إلى جانب الروئ، فقط لدى عدد قليل من الأفراد المصابين بصرع الفص الصدغي. قد يُفسر أيضًا حدوث تجارب دينية لدى مرضى «تي إل إي» من خلال العزو الديني، الناجم عن خلفية أولئك المرضى. ومع ذلك، فإن علم أعصاب الدين هو مجال متنامي في البحث، إذ يبحث عن تفسيرات عصبية محددة للتجارب الصوفية. قد يقدم مرضى الصرع النادرين الذين يعانون من نوبات النشوة، أدلة حول الآليات العصبية التي تشارك في التجارب الصوفية، مثل قشرة الجُزيرة الأمامية، التي تشارك في الوعي الذاتي واليقين الذاتي.

### الجُزيرة الأمامية
تكون النوعية الشائعة، الخاصة بالتجارب الصوفية لاوصفية، شعورًا قويًا باليقين الذي لا يمكن التعبير عنه بالكلمات. هددت الشكوكية هذه اللاوصفية. وفقًا لآرثر شوبنهاور، تكون التجربة الداخلية للتصوف غير مقنعة فلسفيًا. في آلة العاطفة، يجادل مارفن مينسكي أن التجارب الصوفية تبدو عميقة ومقنعة فقط لأن مَلكات العقل الناقدة غير نشطة نسبيًا خلالها.
يقترح كلًا من جسكواند وبيكارد تفسيرًا عصبيًا لهذا اليقين الذاتي، استنادًا إلى البحث السريري الخاص بالصرع. وفقًا لبيكارد، قد يكون سبب هذا اليقين هو خلل وظيفي في الجُزيرة الأمامية، جزء من الدماغ يشارك في الحس الداخلي، والتفكير بالذات، وفي تجنب عدم اليقين حول التمثيلات الداخلية للعالم من خلال «ترقب قرار عدم اليقين أو الخطر». يعمل تجنب عدم اليقين هذا من خلال المقارنة بين الحالات المتوقعة والحالات الفعلية، أي «الإشارة إلى أننا لا نفهم، أي مثلًا، أن هنالك غموضًا ما». يلاحظ بيكارد أن «مفهوم البصيرة قريب جدًا من ذلك اليقين»، ويشير إلى أرخميدس «يوريكا!». يفترض بيكارد أن المقارنة في نوبات النشوة بين الحالات المتوقعة والحالات الفعلية لا تعمل، وحالات عدم التطابق بين الحالة المتوقعة والحالة الفعلية لا تُعالج، إذ تمنع «العواطف السلبية والإثارة السلبية الناشئة عن عدم اليقين التنبئي»، والتي سوف تُختبر بمثابة ثقة عاطفية. يستنتج بيكارد أن «ذلك يمكن أن يؤدي إلى تفسير روحاني لدى بعض الأفراد».

### الفص الجداري
اتخذ أندرو ب. نيوبيرج ويوجين ج. داكويلي، في كتابهما «لماذا لن يذهب الله بعيدًا: علم الدماغ وعلم الأحياء الخاص بالاعتقاد»، موقفًا ثابتًا، ويصفان رؤيتهما فيما يخص العلاقة بين التجربة الدينية ووظيفة الدماغ. يصف داكويلي تجاربه التأملية بأنها «سمحت بظهور جزء أعمق وأبسط منه»، والذي يعتقد أنه «الجزء الأكثر صدقًا مما هو عليه، الجزء الذي لا يتغير أبدًا». درس نيوبيرج وداكويلي علاقة الدماغ بمثل هذه التجارب، دون الاعتماد على التوصيفات الشخصية والذاتية المشابهة لذلك. قاموا بمسح أنماط تدفق الدم في الدماغ خلال لحظات التعالي والرفعة الصوفية، باستخدام تفريسات «سبيكت»، لاكتشاف باحات الدماغ التي تظهر نشاطًا كبيرًا. أظهرت الاختبارات نشاطًا غير اعتيادي في القسم الخلفي العلوي من الدماغ، أو «الفص الجداري العلوي الخلفي»، أو «باحة الربط التوجيهي (أو إيه إيه)...» بحسب كلماتهم الخاصة. تخلق هذه المنطقة إدراكًا مستمرًا بالحدود الفيزيائية للذات. يُظهر «أو إيه إيه» انخفاضًا حادًا في النشاط خلال الحالات التأملية، ما يعكس إحصارًا في التدفق الوارد من المعلومات الحسية، وينجم عن ذلك قصور في ملاحظة الحدود الفيزيائية. وفقا لنيوبيرج وداكويلي، «هذا هو بالضبط وصف روبرت وما سبقه من أجيال المتصوفة الشرقيين لذروة اللحظات التأملية والروحانية والصوفية».    
استنتج نيوبيرغ وداكويلي أن التجربة الصوفية ذات علاقة مترابطة مع الأحداث العصبية القابلة للملاحظة، أي ليست خارج نطاق وظيفة الدماغ الطبيعية. ويريان أنه «لم تترك لنا أبحاثنا أي خيار سوى أن نستخلص أن المتصوفون قد يخفون شيئًا ما، إن آلية العقل المتعالية قد تكون في الواقع نافذة يمكننا من خلالها أن نلحظ الواقع الأقصى للأشياء القدسية بحق».
لماذا لن يذهب الله بعيدًا «تلقى اهتمامًا ضئيلًا جدًا من قبل باحثي الدين المحترفين». وفقًا لبولكيلي، «يبدو أن نيوبيرج وداكويلي غير مدركين لنصف القرن الماضي من البحث النقدي الذي يشكك في الادعاءات العالمية حول الطبيعة البشرية والتجربة». يشير أيضًا ماثيو داي إلى أن اكتشاف ركيزة عصبية خاصة «بالتجربة الدينية» هو الاكتشاف المنعزل الذي «لا يقترب حتى من نظرية متينة للدين».

### شبكة الوضع الافتراضي
يتضح في الدراسات الحديثة علاقة شبكة الوضع الافتراضي بالتجارب الروحانية وتجارب التحول الذاتي. إذ ترتبط وظائفها، من بين أمور أخرى، بالرجوع إلى الذات والوعي الذاتي، وتشير تجارب التصوير الجديدة أثناء التأمل واستخدام المهلوسات إلى نقصان نشاط هذه الشبكة المتواسط بما ذكر، ما دفع بعض الدراسات للاستناد عليها كآلية معرفية عصبية محتملة لحل الذات، والتي تحدث في بعض الظواهر الصوفية.

## التطور الروحاني والتحول الذاتي
في التقاليد الصوفية والتأملية، لا تعتبر التجارب الصوفية هدفًا في حد ذاتها، وإنما جزء من مسار أكبر للتحول الذاتي. على سبيل المثال، لا ينتهي التدريب بوذيّ الزن مع «كينشو»، ولكنّ يجب استمرار الممارسة من أجل تعميق البصيرة والتعبير عنها في الحياة اليومية. تعتبر دراسة شيكانتاز وكوان ضرورية من أجل تعميق البصيرة الأولية للكينشو. شُرح هذا المسار من البصيرة الأولية، الذي يتبعه تعميق ونضوج تدريجيين، من قبل لينجي ييكسوان في بوابات ثلاثة غامضة، والتصنيفات الخمس، وطرق المعرفة الأربع لهاكوان، وصور رعي-أوكس العشرة، التي تشرح بالتفصيل خطوات هذا الطريق.